# ハマネツ
株式会社ハマネツは、静岡県浜松市中央区に本社を置く屋外ユニット製品を製造・販売する日本の企業で、屋外トイレユニットメーカー最大手。オゾンを活用した除菌・消臭などの環境機器の製造・販売も手掛ける。

## 沿革
- 1962年（昭和37年）3月　浜松熱源株式会社設立
- 1965年（昭和40年）4月　株式会社ハマネツに改称
- 1980年（昭和55年）7月　資本金9,600万円
- 2014年（平成26年）4月　河藤一博代表取締役社長就任
- 2021年（令和3年）  5月　株式会社ファーストクルーの全株式を取得しグループ化
- 2021年（令和3年）11月　株式会社CADネットワークサービスの全株式を取得しグループ化
- 2022年（令和4年）  7月　中国に現地法人 好耐斯工貿(上海)有限公司〔和文表記ハマネツトレーディング(上海)有限公司〕を設立
- 2023年（令和5年） 4月　中国SKYan社との合弁会社SKYannex株式会社を設立

## 主な事業所
- 浜松本社 - 静岡県浜松市中央区
- 東京本社 - 東京都品川区大崎
- 静岡工場 - 静岡県袋井市
- R&Dセンター - 静岡県浜松市浜名区

## 関連会社
- 株式会社ファーストクルー
- 株式会社CADネットワークサービス
- CAD NETWORK Co.,LTD.（ベトナム）
- 好耐斯工貿(上海)有限公司
- SKYannex株式会社